# 국제특급우편

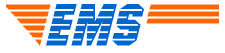
국제특급우편 로고

국제특급우편(國際特級郵便, 영어: Express Mail Service, EMS)은 국제 우편의 일종으로 통신문, 서류 및 물품에 대한 속달 우편 서비스이며, 물리적 수단에 의한 우편 업무 중 가장 빠른 것이다.
만국 우편 연합 협약 제14조에 의거, 회원국 중 192개의 우편 사업자가 서비스를 제공하고 있다.